# Khalil Benhomes
Khalil Benhomes (arab. خليل بن حمص, ur. 30 grudnia 1989) – marokański piłkarz, grający jako lewy obrońca w Rapide Oued Zem.

## Kariera klubowa

### Początki
Karierę zaczynał w JS de Kasba Tadla, gdzie grał do 2012 roku. W sezonie 2010/2011 rozegrał 12 meczów, miał gola i asystę.

### CODM Meknès
1 lipca 2012 roku został zawodnikiem CODM Meknès. W tym zespole zadebiutował 15 września 2012 roku w meczu przeciwko FUS Rabat (porażka 2:0). Na boisku pojawił się w 72. minucie, zmienił Radouane Jaouhariego. W sumie w GNF 1 w sezonie 2012/2013 zagrał 5 meczów.

### Powrót do Kasba Tadla
22 lipca 2015 roku ponownie podpisał kontrakt z JS de Kasba Tadla. W sezonie 2016/2017 zagrał 29 meczów ligowych, strzelił 2 gole i miał asystę.

### Chabab Atlas Khénifra
14 lipca 2017 roku został zawodnikiem Chabab Atlas Khénifra. W tym zespole zadebiutował 16 września 2017 roku w meczu przeciwko Moghrebowi Tétouan (wygrana 2:0). W debiucie asystował – zaliczył ostatnie podanie przy golu Alioune N'Diaye w 62. minucie. W sumie rozegrał 9 spotkań ligowych i miał asystę. 

### Moghreb Tétouan
18 lipca 2018 roku dołączył do Moghrebu Tétouan. W tym klubie debiut zaliczył 22 października 2018 roku w meczu przeciwko Olympic Safi (porażka 1:0). Zagrał cały mecz. Pierwszą asystę zaliczył 17 stycznia 2019 roku w meczu przeciwko Raja Casablanca (1:1). Asystował przy golu El Mahdiego Bellaaroussiego w 62. minucie. Pierwszą bramkę zdobył 6 kwietnia 2019 roku w meczu przeciwko Mouloudii Wadżda (wygrana 4:1). Do siatki trafił w 52. minucie. Łącznie zagrał 42 mecze, strzelił gola i miał 3 asysty.

### Rapide Oued Zem
4 listopada 2020 roku został graczem Rapide Oued Zem. W tym zespole zadebiutował 13 grudnia 2020 roku w meczu przeciwko Renaissance Berkane (porażka 1:3). Grał 83 minuty, zmienił go Mehdi Moufaddal. W sumie w sezonach 2020/2021 i 2021/2022 zagrał 45 meczów ligowych.